# ドウアティ郡 (ジョージア州)
ドウアティ郡（英: Dougherty County）は、アメリカ合衆国ジョージア州の郡である。人口は8万5790人（2020年） 。郡庁所在地はオールバニであり、同郡で人口最大の都市である。
ドウアティ郡はオルバニー都市圏に属している。

## 歴史
ドウアティ郡は1853年12月15日にジョージア州議会によってベイカー郡から分離して設立され、郡名はジョージア州アセンズの判事、弁護士だったチャールズ・ドウアティに因んで名付けられた。1854年と1856年にワース郡から小さな領域が追加された。
W・E・B・デュボイスの著作『黒人のたましい』（1903年）には「ブラック・ベルトから」と「金の羊毛を求めて」という2つのエッセーがあり、レコンストラクションから19世紀末までのドウアティにおける人種関係の記録である。

## 地理
アメリカ合衆国国勢調査局に拠れば、郡域全面積は334.64平方マイル (866.7 km2)であり、このうち陸地329.60平方マイル (853.7 km2)、水域は5.04平方マイル (13.1 km2)で水域率は1.51%である。

### 主要高規格道路

#### アメリカ国道
- アメリカ国道19号線
- アメリカ国道19号線産業道路（オールバニー）
- アメリカ国道82号線
- アメリカ国道82号線産業道路（オールバニー）

#### ジョージア州道
- ジョージア州道3号線
- ジョージア州道62号線
- ジョージア州道91号線
- ジョージア州道133号線
- ジョージア州道234号線
- ジョージア州道300号線
- ジョージア州道520号線
- ジョージア州道520号線産業道路

### 隣接する郡
- リー郡 - 北
- ワース郡 - 東
- ミッチェル郡 - 南
- ベイカー郡 - 南西
- カルフーン郡 - 西
- テレル郡 - 北西

## 人口動態
以下は2000年国勢調査による人口統計データである。
| 基礎データ - 人口: 96,065人 - 世帯数: 35,552 世帯 - 家族数: 24,282 家族 - 人口密度: 113人/km2（292人/mi2） - 住居数: 39,656軒 - 住居密度: 46軒/km2（120軒/mi2） 人種別人口構成 - 白人: 60.13% - アフリカン・アメリカン: 37.80% - ネイティブ・アメリカン: 0.23% - アジア人: 0.57% - 太平洋諸島系: 0.03% - その他の人種: 0.49% - 混血: 0.74% - ヒスパニック・ラテン系: 1.34% 先祖による構成 - イギリス系：6.6% - アイルランド系：6.5% - アメリカ人：5.6%（大半はイギリス系とスコットランド・アイルランド系） - ドイツ系：4.5% - スコットランド・アイルランド系：1.6% 年齢別人口構成 - 18歳未満: 27.7% - 18-24歳: 12.2% - 25-44歳: 27.6% - 45-64歳: 20.9% - 65歳以上: 11.7% - 年齢の中央値: 32歳 - 性比（女性100人あたり男性の人口） - 総人口: 87.4 - 18歳以上: 82.3 | 世帯と家族（対世帯数） - 18歳未満の子供がいる: 32.9% - 結婚・同居している夫婦: 40.9% - 未婚・離婚・死別女性が世帯主: 23.2% - 非家族世帯: 31.7% - 単身世帯: 26.8% - 65歳以上の老人1人暮らし: 8.9% - 平均構成人数 - 世帯: 2.58人 - 家族: 3.13人 収入と家計 - 収入の中央値 - 世帯: 30,934米ドル - 家族: 36,655米ドル - 性別 - 男性: 30,742米ドル - 女性: 22,254米ドル - 人口1人あたり収入: 16,645米ドル - 貧困線以下 - 対人口: 24.8% - 対家族数: 19.6% - 18歳未満: 35.3% - 65歳以上: 17.2% |

## 都市と町
- オールバニ - 郡庁所在地

### 未編入の町
| - アクリー - バトラー - ドセイガ - ダブルゲイト - ダッカー - ファイブポインツ | - フォーポインツ - ギリオンビル - ホタリヒュイアナ - ピカンシティ - プレトリア - パットニー - ラディアムスプリングス | - リバーベンド - ルアーク - ターナーシティ - ウォーカー - ウィリアムズバーグ |

### 廃村
- オクマルギー